# Albany Park (Bexley)
Pour les articles homonymes, voir Albany Park.
Albany Park est une zone anglaise située au sud-est de Londres, dans le borough londonien de Bexley.